# Dexiosoma lineatum
Dexiosoma lineatum là một loài ruồi trong họ Tachinidae.